# Direct Linear Transformation
A Direct Linear Transformation vagy magyarul a Közvetlen Lineáris Transzformáció egy digitális térképkészítésre alkalmas módszer.

## Története
A DLT technológiát az Illinois-i Egyetemen Abd-el Aziz és társai dolgozták ki az 1970-es években.

## Jellemzése
Alkalmas amatőr kamerával készült felvételek kiértékelésére is. Az amatőr felvételnek nincsenek keretjelei, a képkoordinátái és a keretjelei nem ismertek. Nem lehet elvégezni sem a belső, sem a kölcsönös tájékozást. Nincs értelmezett képkoordináta-rendszere. Közvetlen transzformáció történik, azaz műszerkoordinátából közvetlenül terepi rendszerbe történik az átszámítás. Egyetlen hátulütője van az eljárásnak: a viszonylag nagy számú illesztőpont igénye. Maga az eljárás sztereoszkopikus, 2x2 síkkoordinátát mérünk, térbeli koordinátákat kapunk.
Ebben az esetben is szükség van illesztőpontokra, de a már említett okok miatt többre van szükség (pontosan 7-re), mint a mérőkamerás felvételeknél.